# Ventana aortopulmonar
La ventana aortopulmonar es un pequeño espacio entre el arco aórtico y la arteria pulmonar, visible en una radiografía lateral de tórax. Contiene el ligamentum arteriosum, el nervio laríngeo recurrente, ganglio linfáticos, y tejido adiposo. El espacio está rodeado anteriormente por la aorta ascendente, posteriormente por la aorta descendente, medialmente por el bronquio izquierdo principal, y lateralmente por la pleura del mediastino. 
La "ventana aortopulmonar" también hace referencia a una enfermedad cardíaca congénita similar en algunos aspectos al truncus arteriosus. El truncus arteriosus implica una única válvula; la ventana aortopulmonar es un defecto septal.